# Mariana Aydın
Pour les articles homonymes, voir Aydın (homonymie).
Mariana Aydın (née Diaconița le 19 août 1986 à Pănășești) est une joueuse de volley-ball moldave naturalisée turque. Elle mesure 1,88 m et joue au poste de réceptionneuse-attaquante. Elle totalise 13 sélections en équipe de Moldavie.

## Clubs
| Club                    | De        | À         |
| ----------------------- | --------- | --------- |
| Penicilina Iași         | 2004-2005 | 2006-2007 |
| JVK Rakhat              | 2007-2008 | 2007-2008 |
| MKE Ankaragücü          | 2008-2009 | 2009-2010 |
| TED Ankara Kolejliler   | 2010-2011 | 2010-2011 |
| MKE Ankaragücü          | 2011-2012 | 2011-2012 |
| Sarıyer Belediyesi      | jan 2012  | mai 2012  |
| İlbank Ankara           | jan 2015  | 2017-2018 |
| Halkbank Ankara         | jan 2018  | mai 2018  |
| Karayolları Spor Kulübü | 2018-2019 | …         |